# エレバン市電
エレバン市電（アルメニア語: Երևանի տրամվայ、ロシア語: Ереванский трамвай）は、かつてアルメニア（旧：ソビエト連邦）の首都・エレバンに存在した路面電車。アルメニア唯一の路面電車であったが、2004年に廃止された。

## 概要
20世紀初頭、人口が増加し都市の発展が続くエレバンでは公共交通機関の需要が急速に高まっていた。既に19世紀末期（1890年代）からエレバン市内に軌道交通を敷設する計画の検討は始まっていたが、採算性やエレバン市の財政面の問題もあり、最終的に民間企業によって1904年から建設が開始された。全長4 km、2つの系統を有する馬車鉄道の運行が開始されたのは1906年であったが、第一次世界大戦やロシア革命の戦禍に巻き込まれた結果、1918年8月に営業運転を停止した。その後、1920年代に新たな公共交通として路線バスが運行を開始したが、定員数が多い軌道交通を望む声は大きく、1933年1月12日に軌間1,524 mmの路面電車・エレバン市電が開通した。
当初は1系統のみの運行であったが、後に12系統にまで拡張し、車両の増備も続いた。1960年1月1日時点の営業キロは70.6 km、車両数は178両であった。1970年代には地下区間を含む高規格の路面電車（メトロトラム）を建設する計画が立ち上げられたものの、最終的にはソビエト連邦各地の地下鉄と同じ大型規格の路線・エレバン地下鉄として1981年に開通した。それでも1980年代はエレバン市電の利用客は多く、140両もの車両が在籍していた。
だが、1988年以降エレバン市電の利用客は減少を始め、1991年のアルメニア独立後は車両や施設の老朽化も大きな課題となった。更に1998年にエレバン市による財政支援が中止された事で、経営はより困難となった。市電の運賃は40ドラムで、エレバン市内各地を走っていたミニバス（100ドラム）よりも安価だったが、乗客の多くは軍人や警官、年金受給者など運賃が無料となる対象者であり、赤字は膨らむ一方であった。2000年には4系統にまで縮小し、2001年に2つの系統、2003年6月20日には5号線が廃止され、最後まで残されていた7号線も2004年1月21日に営業運転を終了した。これによりエレバン市電は全廃し、同時にアルメニアから路面電車が消滅した。

## ギャラリー

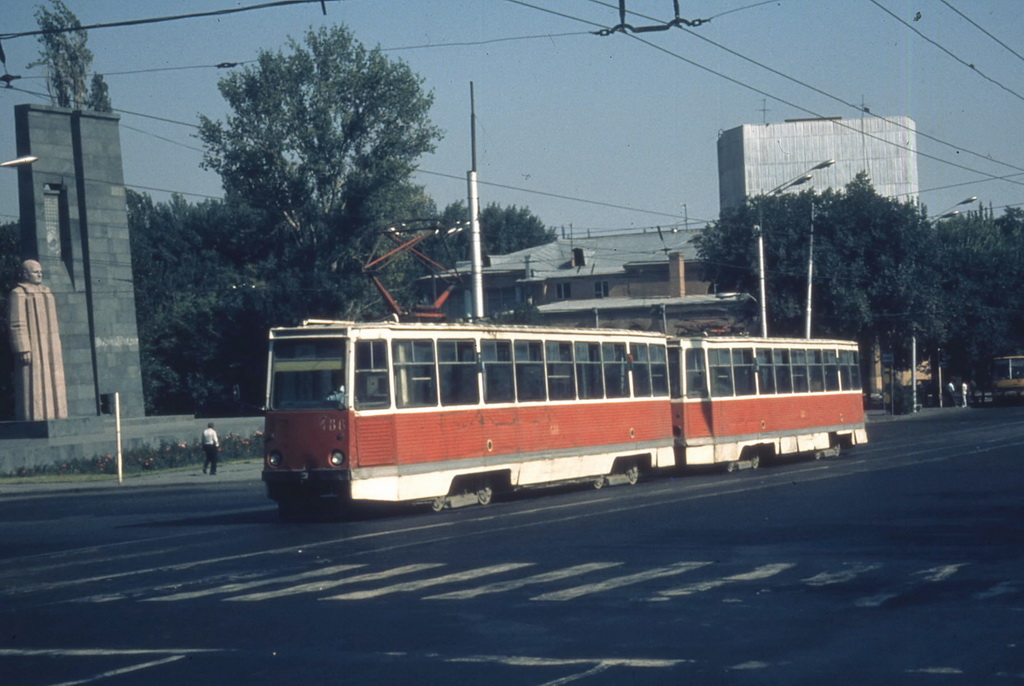
KTM-5
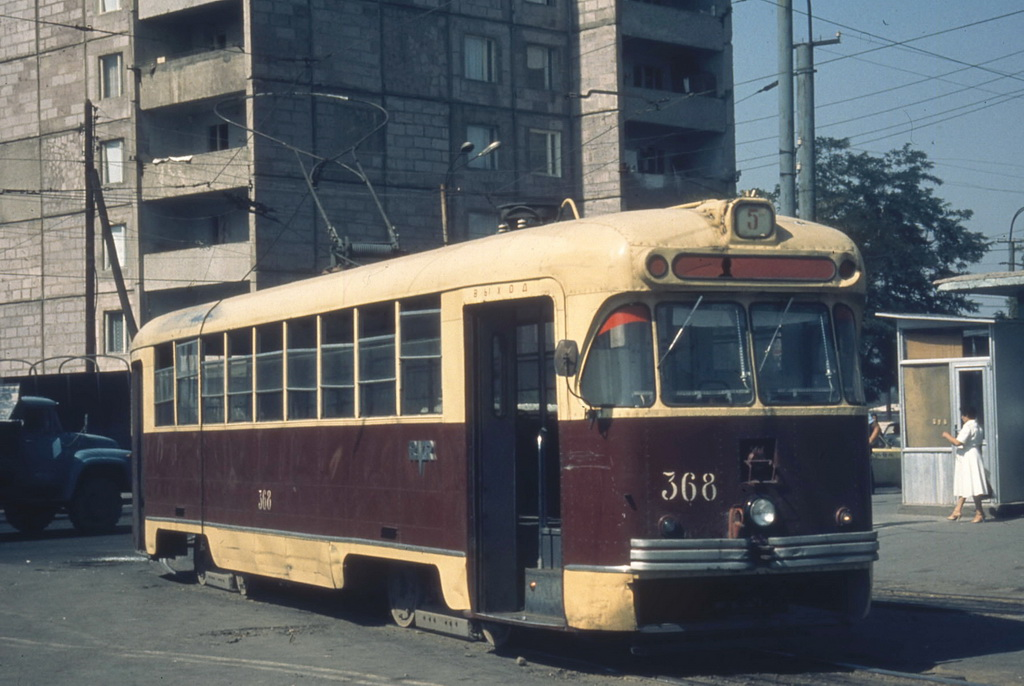
RVZ-6M2
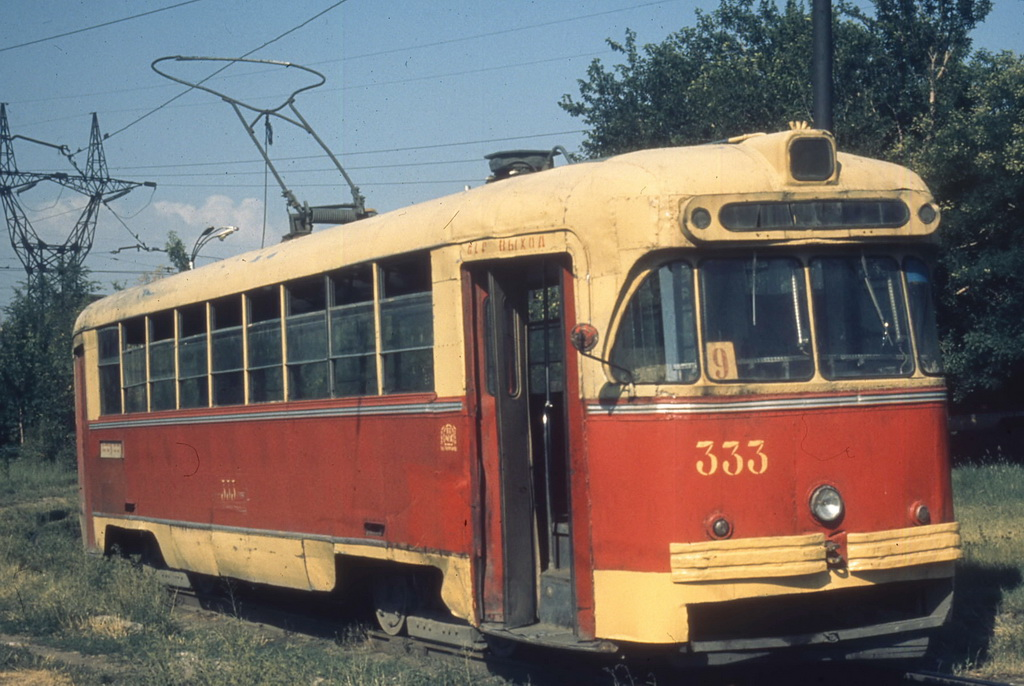
RVZ-6M2
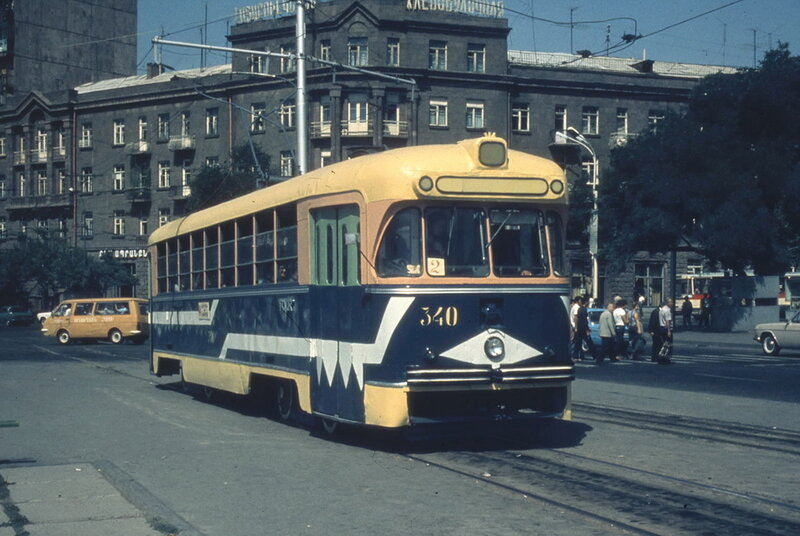
RVZ-6M2
RVZ-6M2